# Kecamatan Darul Hasanah
Kecamatan Darul Hasanah (indonesiska: Darul Hasanah) är ett distrikt i Indonesien.   Det ligger i provinsen Aceh, i den västra delen av landet, 1 500 km nordväst om huvudstaden Jakarta.